# Букар Біро
Букар Біро Баррі (д/н — 13 листопада 1896) — 16-й альмамі імамату Фута-Джаллон у 1890—1892 і 1894—1896 роках. Відомий також як Бубакар III.

## Життєпис
Належав до клану Сорійя. Про дату народження обмаль відомостей. 1890 року після смерті родича — альмамі Ібрагіма Сорі Донголфели претендував на трон. Втім рада уламів обрала альмамі його старшого брата — Мамаду.
Але невдовзі Букар Біро за підтримки французів повалив брата Мамаду, оголосивши себе альмамі. Це зустріло спротив частину клану Сорійя. Також проти нього повстав клан на чолі з уламою Ахмаду Даара. З цієї ситуації вирішили також скористатися улами області (діве) Лабе, Тімбі і Фугумба. Зрештою у липні 1892 року Букара Біро було повалено, новим альмамі було оголошено Ахмаду. Проте Бікар не склав зброї, поваливши останнього у червні 1894 року.
Втім місцеві улами продовжили спротив. У 1895 році Альфа Яя, улам Лабе, фактично оголосив незалежність. Проти альмамі спалахнуло нове повстання на чолі із Моді Абдуллае Дхокіре, який завдав поразки Букару Біро біля Бандінели. Водночас французькі загони та шпигуну стали вдиратися до імамату.
Букар Біро зібрав нове військо у 1500 вояків, з яким 2 лютого 1896 року завдав супротивникам рішучої поразки. Але 18 березня того самого року французький загін на чолі з Руалем де Бікманом увійшов до столиці держави Тімбо. Французи вимагали права будувати дороги через Фута-Джаллон, призначити комісара в Тімбо, який би контролював всі призначення очільників діве, і встановлення французької торгівельної монополії. Букар Біро спочатку відкинув ці вимоги, але згодом зробив вигляд, що підписав угоду. Але невдовзі з'ясувалося, що на договорі вальмамі вписав замість свого імені Бісмілла.
Зрештою французи вирішили спиратися на невдоволених Букаром Біро, оголосивши альмамі Умара Бадембу. 13 листопада 1896 року на рівнині Поредака сталася вирішальна битва, в якій Букар Біро зазнав поразки і загинув. 
Над імаматом було встановлено французький протекторат. 1897 року французи поставили на чолі Бабу Ахму, скоротивши кордони Фута-Джаллону до 3 діве (провінцій). Проте до 1905 року французам довелося придушувати повстанням уламів діве.